# Cucurbita okeechobeensis
Cucurbita okeechobeensis är en gurkväxtart som först beskrevs av John Kunkel Small, och fick sitt nu gällande namn av Jacob Whitman Bailey. Cucurbita okeechobeensis ingår i släktet pumpor, och familjen gurkväxter.

## Underarter
Arten delas in i följande underarter:
- C. o. martinezii
- C. o. okeechobeensis